# 15-й Ликский корпус

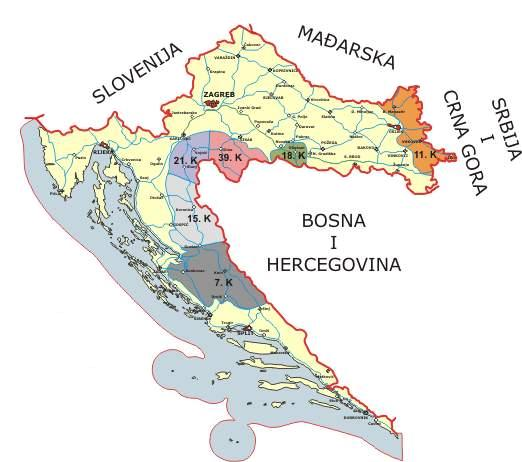
Зоны ответственности корпусов армии РСК. Зона ответственности 15-го Ликского корпуса выделена светло-серым цветом

15-й Ликский корпус (серб. 15. лички корпус) — армейский корпус в составе Вооружённых сил Республики Сербской Краины.
Корпус был сформирован в октябре 1992 года из подразделений Территориальной обороны, милицейских подразделений и добровольцев. Вооружение и снаряжение корпус получил от Югославской Народной Армии. Задачей Корпуса была оборона Лики. В 1993 году корпус насчитывал около 8-9 тысяч солдат и офицеров. Штаб корпуса располагался в Коренице. Летом 1995 года корпусом командовал генерал-майор Стево Шево, а штаб возглавлял полковник Милан Джакович.

## Организация
Структура 15-го корпуса летом 1995 года:
- Штаб
- 9-я моторизованная бригада (Грачац)
- 18-я пехотная бригада (Кореница)
- 50-я пехотная бригада (Врховине)
- 70-я пехотная бригада (Плашки)
- 103-я легкопехотная бригада (Дони-Лапац)
- лёгкий артиллерийско-ракетный дивизион ПВО
- 81-я тыловая база (Желява)
- разведывательно-диверсионный отряд
- рота военной полиции (Кореница)
- рота связи
- инженерная рота
- взвод РХБЗ

## История
15-й Ликский корпус участвовал во множестве военных операций. В июле 1995 перед хорватской операцией «Буря» он был мобилизован и приведён в повышенную степень боевой готовности. В ходе «Бури» он на протяжении 4 и 5 августа оборонял позиции, а затем его бригады начали отступление в направлении города Срб на границе с Республикой Сербской. Командование 15-го Ликского корпуса смогло эвакуировать большую часть техники и позднее передало её армии боснийских сербов. В их подразделениях осталась служить и часть солдат Корпуса. Значительную роль в отступлении корпуса сыграл прорыв позиций силами хорватского спецназа МВД на перевале Мали Алан и удар в тыл корпуса со стороны бригад 5-го Корпуса АРБиГ. Также отрицательно сказалось на боевом духе бойцов решение об эвакуации гражданского населения, в результате чего солдаты начали оставлять позиции для помощи своим семьям.